# Мадридский клуб
Мадридский клуб — независимая некоммерческая организация, созданная для продвижения демократии и изменений в международном сообществе. Состоит из 80 бывших президентов и премьер-министров из 56 стран мира, является крупнейшим форумом в мире бывших глав государств и правительств. Был создан в 2002 году.
Основными целями Мадридского клуба являются укрепление демократических институтов и консультирование по вопросам разрешения политических конфликтов в двух ключевых областях: демократического руководства и управления, а также реагирования на кризисные и пост-кризисные ситуации.
Мадридский клуб работает вместе с правительствами, межправительственными организациями, гражданским обществом, учеными и представителями делового мира, поощряет диалог в целях содействия социально-политическим переменам. Мадридский клуб также работает и на поиск эффективных методов для предоставления технических консультаций и рекомендаций для переходных стран, принимающих меры по установлению демократии.

## Список членов
- Валдас Адамкус — бывший президент Литвы;
- Эско Ахо — Бывший премьер-министр Финляндии;
- Мартти Ахтисаари — бывший президент Финляндии;
- Абдель Карим Али аль-Арьяни — Бывший премьер-министр Йемена;
- Садык аль-Махди — бывший премьер-министр Судана;
- Оскар Ариас — Экс-президент Коста-Рики;
- Альваро Арсу — Экс-президент Гватемалы;
- Эйлвин, Патрисио — бывший президент Чили;
- Хосе Мария Аснар — Бывший премьер-министр Испании;
- Мишель Бачелет — бывший президент Чили;
- Белисарио Бетанкур — экс-президент Колумбии;
- Карл Бильдт — бывший премьер-министр Швеции;
- Валдис Биркавс — Бывший премьер-министр Латвии;
- Хьель Магне Бундевик — Бывший премьер-министр Норвегии;
- Гру Харлем Брундтланд — Бывший премьер-министр Норвегии;
- Ким Кэмпбелл — бывший премьер-министр Канады;
- Фернандо Энрике Кардозо — бывший президент Бразилии;
- Анибал Каваку Силва — президент Португалии;
- Жоакин Чиссано — бывший президент Мозамбика;
- Билл Клинтон — бывший президент Соединенных Штатов Америки;
- Филип Димитров — бывший премьер-министр Болгарии;
- Леонель Фернандес — бывший президент Доминиканской Республики;
- Хосе Мария Иполито Фигерес — Экс-президент Коста-Рики;
- Вигдис Финнбогадоттир — бывший президент Исландии;
- Висенте Фокс — бывший президент Мексики;
- Эдуардо Фрей Руис-Тагле — бывший президент Чили;
- Ясуо Фукуда — Бывший премьер-министр Японии;
- Сесар Гавирия — бывший президент Колумбии;
- Амин Жмайель — бывший президент Ливана;
- Фелипе Гонсалес Маркес — Бывший премьер-министр Испании;
- Михаил Горбачёв — бывший президент Советского Союза;
- Индер Кумар Гуджрал — Бывший премьер-министр Индии;
- Альфред Гузенбауэр — бывший федеральный канцлер Австрии;
- Антониу Гутерриш — Бывший премьер-министр Португалии;
- Хан Сын Су — Бывший премьер-министр Республики Корея;
- Вацлав Гавел — бывший президент Чехословакии и Чешской республики;
- Освальдо Уртадо — бывший президент Эквадора;
- Лионель Жоспен — бывший премьер-министр Франции;
- Гельмут Коль — Бывший канцлер Германии;
- Вим Кок — Бывший премьер-министр Нидерландов;
- Альфа Умар Конаре — бывший президент Мали;
- Милан Кучан — бывший президент Словении;
- Джон Куфуор — бывший президент Ганы
- Чандрика Кумаратунга — бывший президент Шри-Ланки;
- Луис Альберто Лакалье — бывший президент Уругвая;
- Рикардо Лагос — бывший президент Чили;
- Златко Лагумджия — Бывший премьер-министр Боснии и Герцеговины;
- Ли Хонг-ку — Бывший премьер-министр Республики Корея;
- Антониу Монтейру — бывший президент Кабо-Верде;
- Сэр Кветт Кетумиле Джони Масире — бывший президент Ботсваны;
- Тадеуш Мазовецкий — Бывший премьер-министр Польши;
- Реджеп Мейдани — бывший президент Республики Албания;
- Бенджамин Мкапа — президент Объединенной Республики Танзания;
- Фестус Могае — бывший президент Ботсваны;
- Олусегун Обасанджо — бывший президент Нигерии;
- Анан Панъярачун — Бывший премьер-министр Таиланда;
- Андрес Пастрана — бывший президент Колумбии;
- Персиваль Ноэль Джеймс Паттерсон — Бывший премьер-министр Ямайки
- Хавьер Перес де Куэльяр — Бывший премьер-министр Перу и бывший Генеральный секретарь Организации Объединенных Наций;
- Романо Проди — бывший президент ЕК и премьер-министром Италии;
- Хорхе Кирога — бывший президент Боливии;
- Фидель В. Рамос — бывший президент Республики Филиппины;
- Поуль Нюруп Расмуссен — бывший премьер-министр Дании;
- Мэри Робинсон — бывший президент Ирландии и бывший Верховный комиссар ООН по правам человека;
- Петре Роман — бывший премьер-министр Румынии;
- Жорже Сампайо — бывший президент Португалии;
- Гонсало Санчес де Лосада — бывший президент Боливии;
- Хулио Мариа Сангинетти — бывший президент Уругвая;
- Дженни Шипли — Бывший премьер-министр Новой Зеландии;
- Фуад ас-Синьора — Бывший премьер-министр Ливана;
- Марио Соареш — бывший президент Португалии;
- Адольфо Суарес — Бывший премьер-министр Испании;
- Ханна Сухоцка — Бывший премьер-министр Польши;
- Алехандро Толедо — Бывший президент Перу;
- Кассем Утим — бывший президент Республики Маврикий;
- Ги Верхофстадт — Бывший премьер-министр Бельгии;
- Вайра Вике-Фрейберга — Экс-президент Латвии;
- Эрнесто Седильо — бывший президент Мексики;
- Отунбаева Роза Исаковна — Экс-президент Кыргызской Республики.

## Почётные члены
- Кофи Аннан — бывший Генеральный секретарь Организации Объединенных Наций;
- Джимми Картер — бывший президент Соединенных Штатов;
- Жак Делор — бывший президент Европейской комиссии;
- Аун Сан Су Чжи - лидер «Национальной лиги за демократию», министр иностранных дел Мьянмы.